# Pongaí
Pongaí es un municipio brasileño del estado de São Paulo. Se localiza a una latitud 21º44'11" sur y a una longitud 49º22'00" oeste, estando a una altitud de 422 metros. Su población estimada en 2004 era de 3.749 habitantes.
Posee un área de 183,98 km².

## Demografía
Datos del Censo - 2000
Población total: 3.692
- Urbana: 2.909
- Rural: 784
- Hombres: 1.913
- Mujeres: 1.777

Densidad demográfica (hab./km²): 20,14
Mortalidad infantil hasta 1 año (por mil): 9,77
Expectativa de vida (años): 74,87
Tasa de fertilidad (hijos por mujer): 2,23
Tasa de alfabetización: 88,99%
Índice de Desarrollo Humano (IDH-M): 0,794
- IDH-M Salario: 0,712
- IDH-M Longevidad: 0,831
- IDH-M Educación: 0,838

(Fuente: IPEAFecha)

### Hidrografía
- Río Tietê
- Río Dourado

### Carreteras
- SP-333

## Administración
- Prefecto: Ademir de Bortoli (2009/2012)
- Viceprefecto: Maria Helena Pafetti Navarro (2009/2012)
- Presidente de la cámara: Orlando Zini (2009/2012)

## Religión
El Cristianismo está presente en la ciudad de la siguiente manera:

### Iglesia Católica
La iglesia católica del municipio forma parte de la Diócesis de Lins.

### Iglesia Protestante
En la ciudad están presentes las más diversas creencias evangélicas, principalmente pentecostales, incluidas las Asambleas de Dios de Brasil (la iglesia evangélica más grande del país), Congregación Cristiana, entre otras. Estas denominaciones están creciendo cada vez más en todo Brasil.